# Bekmünde
Bekmünde település Németországban, Schleswig-Holstein tartományban. Lakosainak száma 144 fő (2023. december 31.).

## Népesség
A település népességének változása:
| Lakosok száma | 220  | 156  | 150  | 149  | 136  | 142  | 144  |
|               | 1975 | 2014 | 2017 | 2019 | 2021 | 2022 | 2023 |